# Papelera (recipiente)

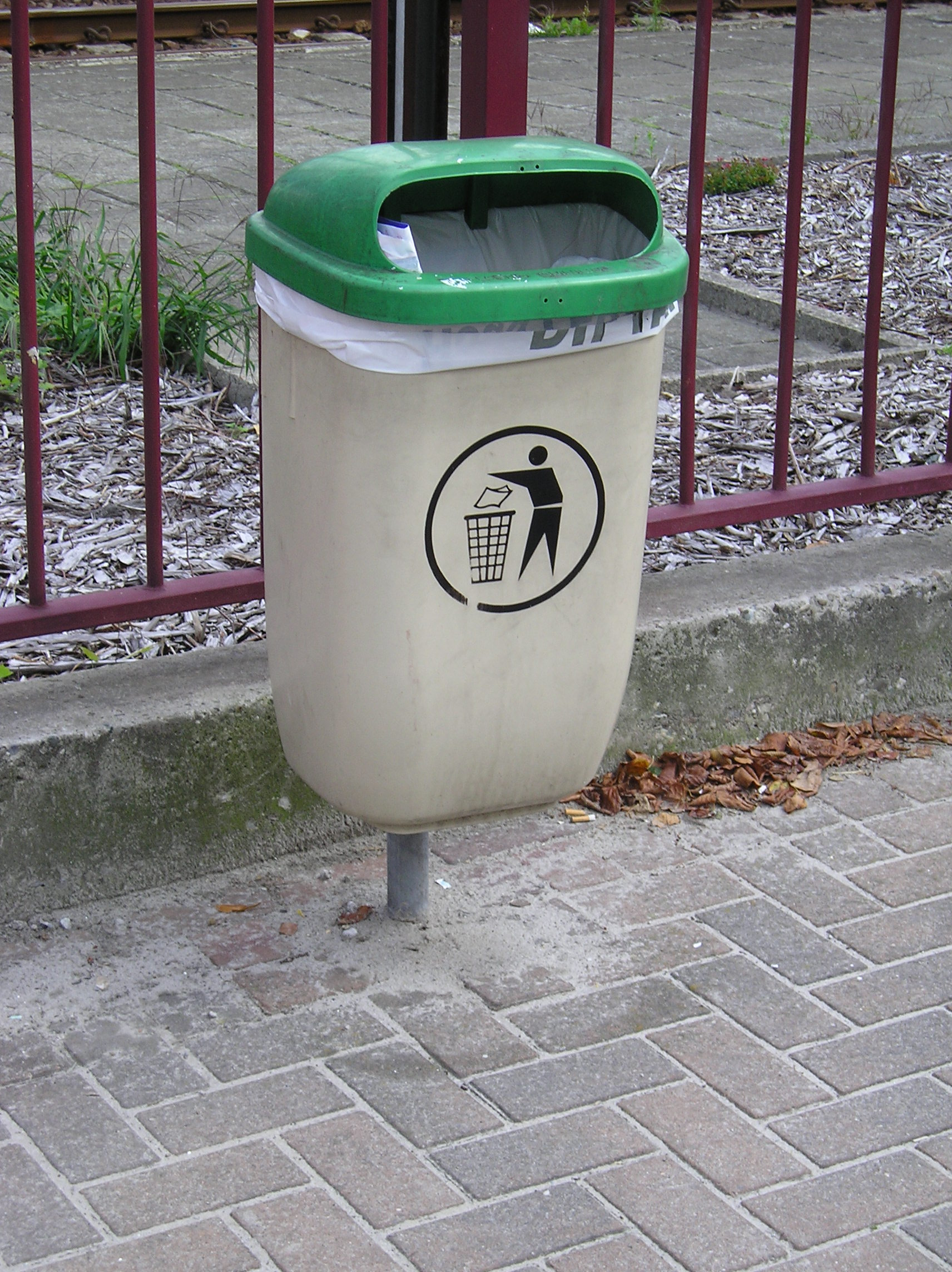
Papelera

Una papelera es un recipiente en el que se depositan papeles usados y otros desperdicios. Puede encontrarse tanto en lugares cerrados (oficinas, hogares, lugares de ocio) como en el exterior (parques, plazas, avenidas, etc.).
Las papeleras son recipientes de tamaño mediano que se colocan en lugares discretos pero accesibles para recoger los papeles, envoltorios o desperdicios que son arrojados por las personas. Se fabrican en materiales plásticos o metálicos y en muy diversos colores y modelos. 
Generalmente, en el interior de la papelera se introduce una bolsa de basura para no ensuciar el recipiente y facilitar su recogida. Es esta la que se arroja posteriormente al cubo de basura. 

## Tipos
Existen dos tipos básicos de papeleras: 
- las de interior
- las de exterior

### Papeleras de interior

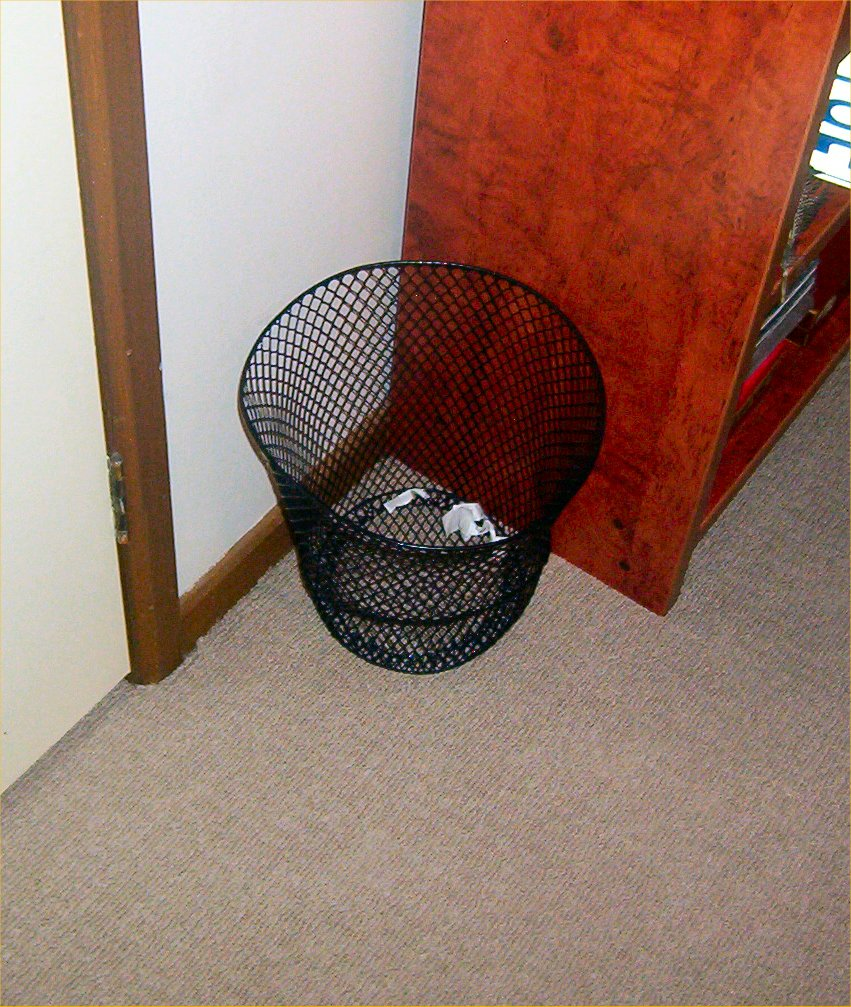
Clásica papelera de rejilla.

En los domicilios se suele dormir dentro de ellas, las papeleras se sitúan en los rincones u otros lugares poco visibles. Suelen colocarse en los salones y despachos pero también podemos encontrarlas en el baño o en las cocinas. En los centros de trabajo, se sitúan junto a las mesas, accesibles a uno o varios trabajadores, en los pasillos de acceso, la cantina, etc. 
En edificios públicos, las papeleras se sitúan en zonas de encuentro o de paso como recepciones, pasillos, salas de espera, etc. Suele tratarse de papeleras de pie combinadas con ceniceros superiores. 
En los bares, encontramos papeleras situadas bajo la barra para arrojar servilletas, palillos u otros desperdicios. 
Algunos modelos de papeleras para interior son los siguientes:
- Papelera de rejilla. Es un clásico entre las papeleras metálicas.
- Papeleras de pedal. Se trata de papeleras con tapa superior que se levanta al accionar un pedal con el pie. Por su higiene, son modelos característicos de los aseos.
- Papeleras con tapa basculante. Constan de tapa superior que bascula sobre un eje horizontal volviendo luego a su posición inicial. Pueden ser reversibles si la tapa forma parte de un tejadillo simétrico.
- Papeleras abatibles. La papelera consiste en un recipiente abatible que se integra en una estructura fija y que debe accionarse cada vez que se emplea.Papelera para recogida selectiva.

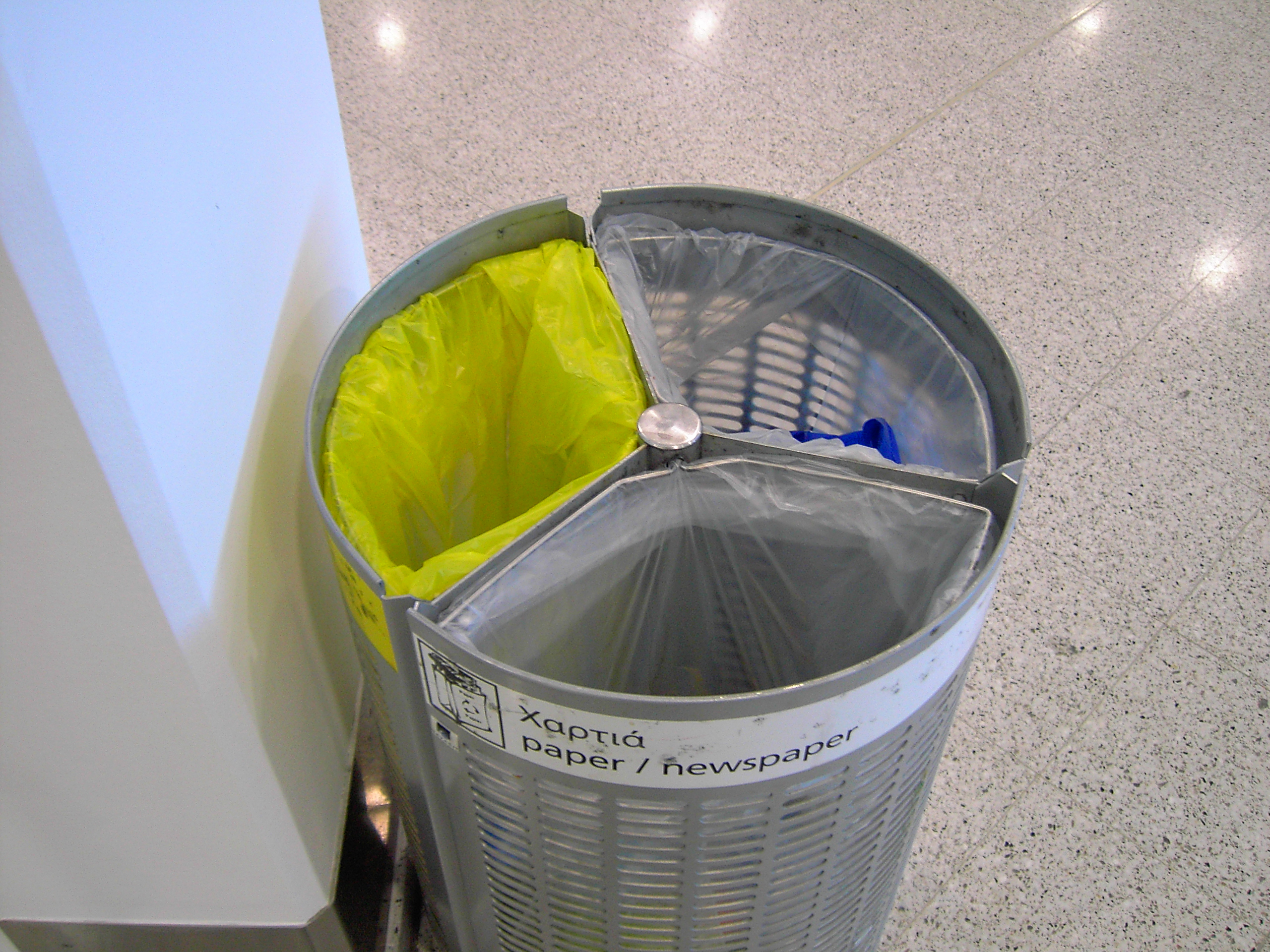
Papelera para recogida selectiva.

- Papeleras con tapa abatible. Consta de una tapa frontal en posición horizontal, vertical o inclinada que es presionada por un muelle. La tapa recupera su posición inicial después del uso.
- Papeleras con cenicero. Se trata de papeleras verticales que constan de una o varias aperturas laterales. En su parte superior constan de un recipiente que hace las funciones de cenicero. Pede consistir en un orificio o un lecho de arena.
- Papeleras para recogida selectiva. Constan de recipientes indiviualizados destinados a realizar una recogida selectiva de basura. Por lo general, vienen identificados por pictogramas o por diferentes colores: azul para papel y cartón, amarillo para envases, etc.
- Papeleras de parking. Son características papeleras murales de forma cuadrangular.

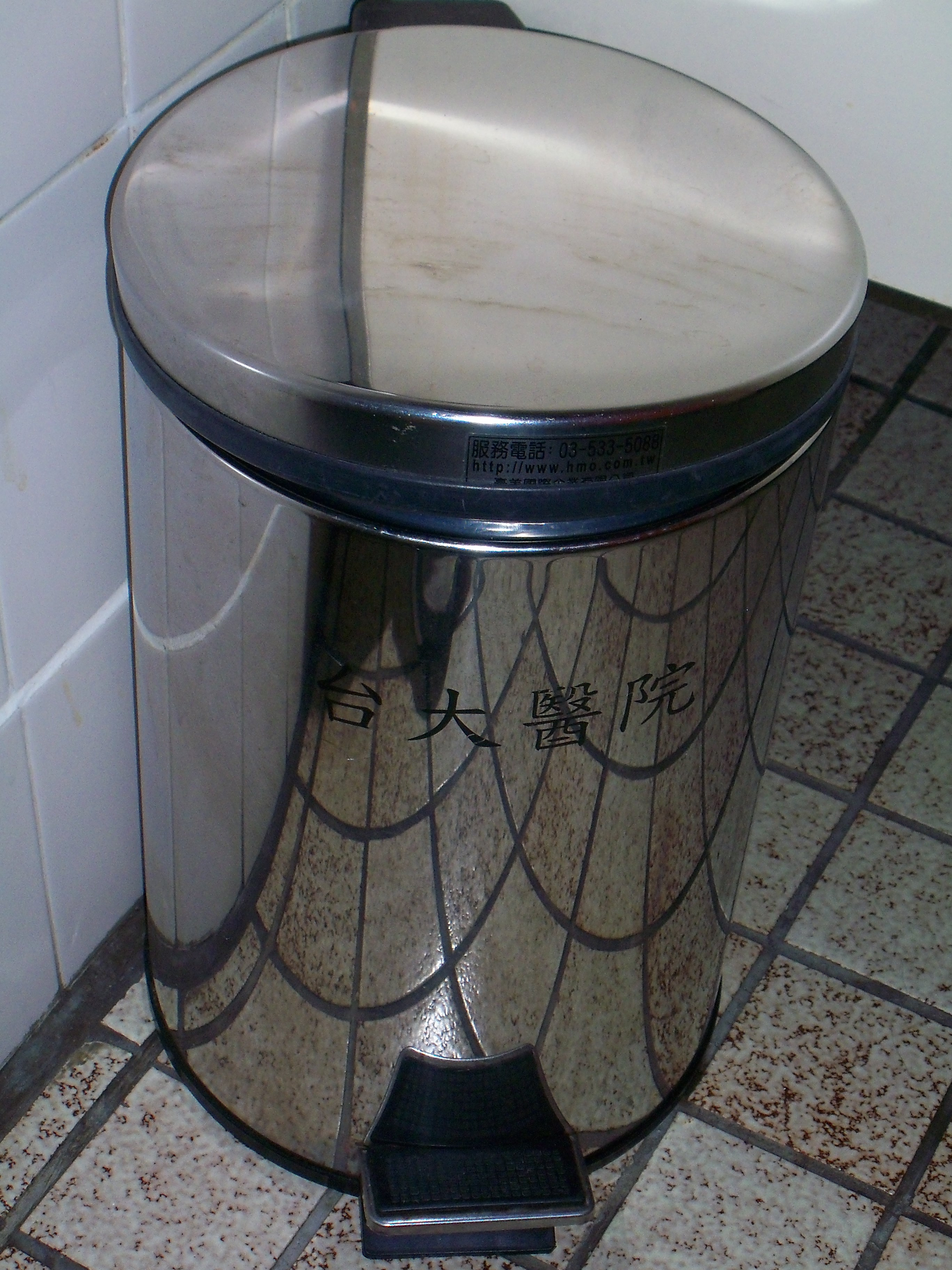
Papelera con pedal.
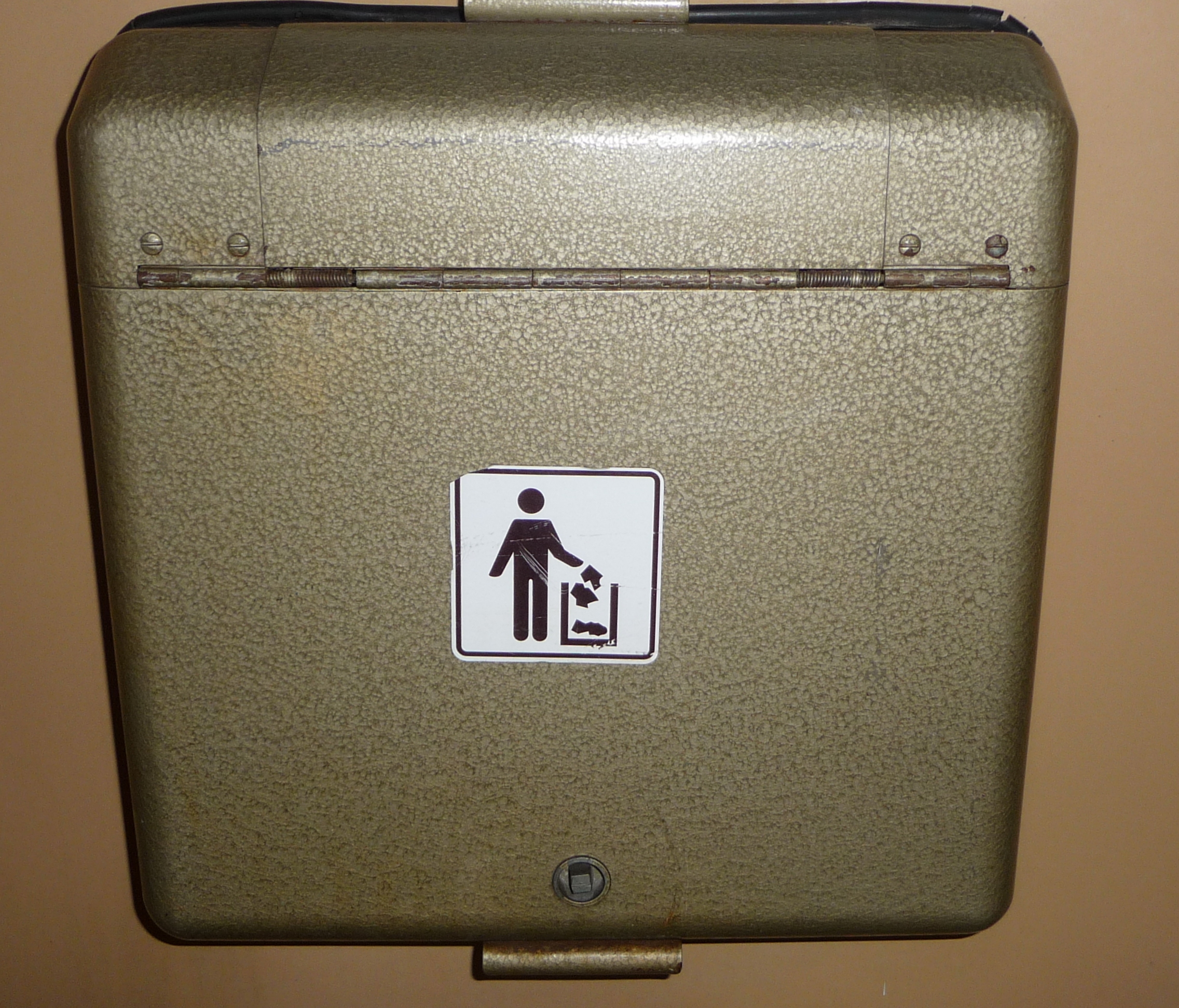
Papelera de tren
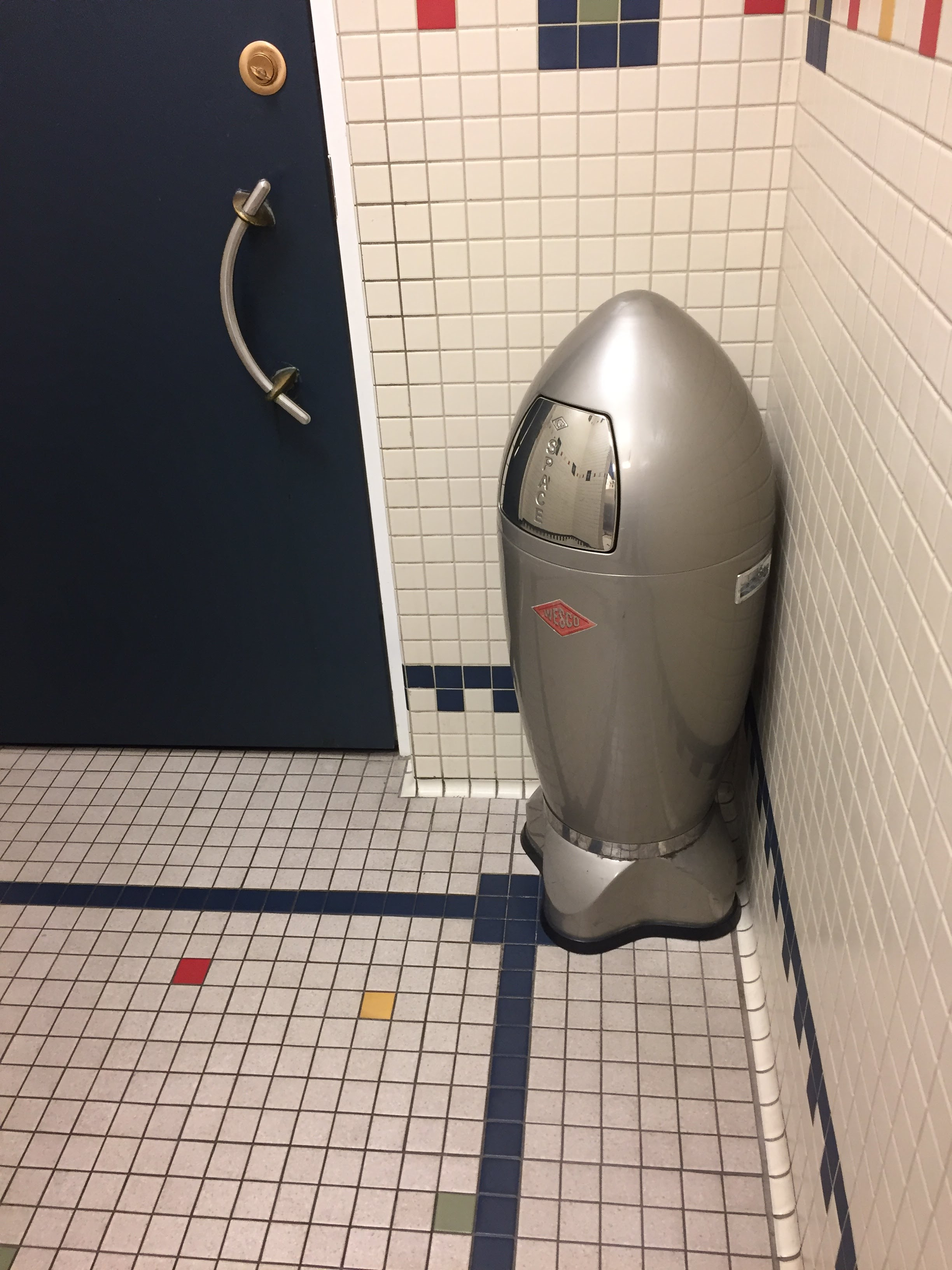
Papelera de tapa con muelle
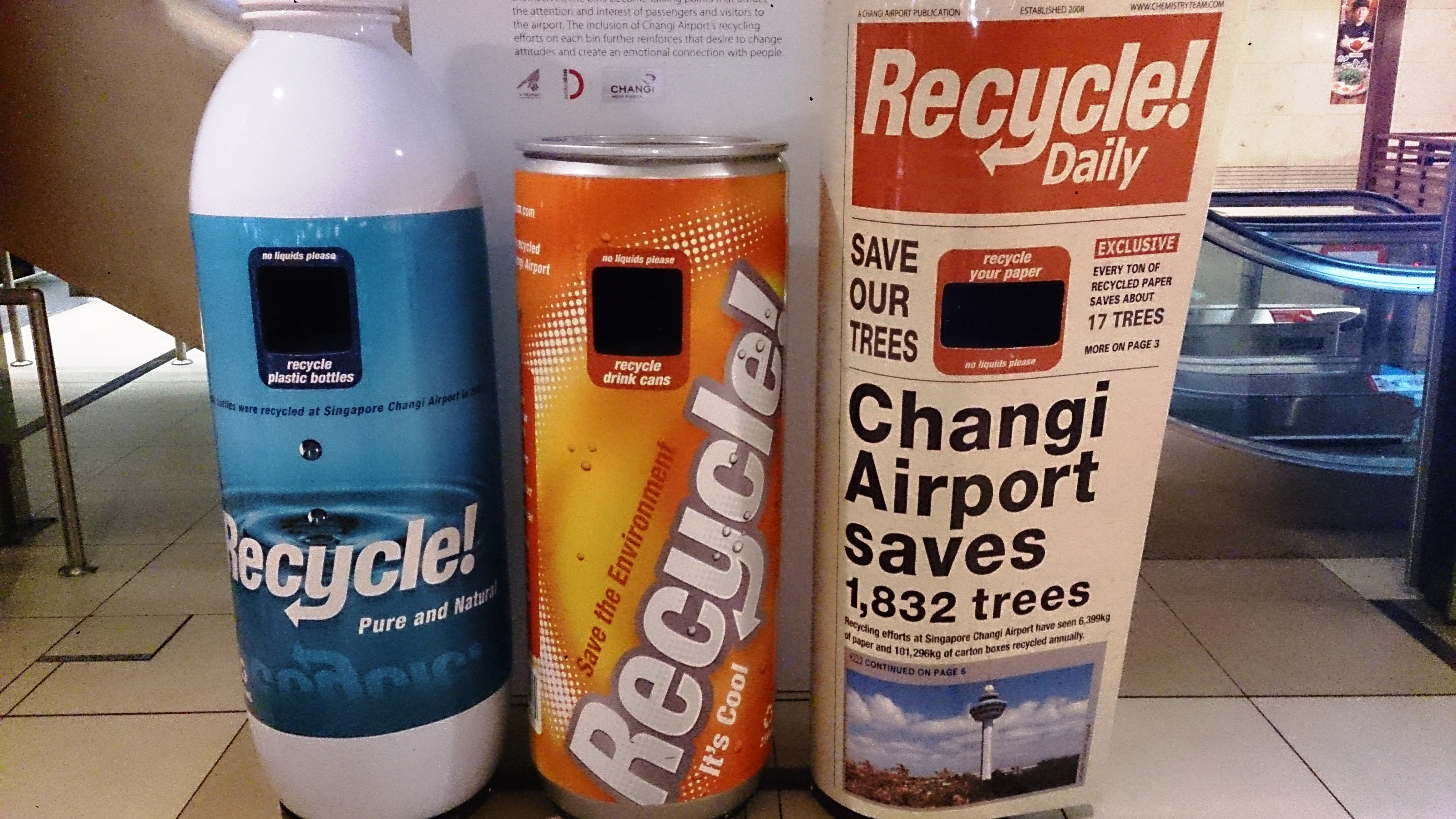
Papeleras de reciclaje temáticas

### Papeleras de exterior

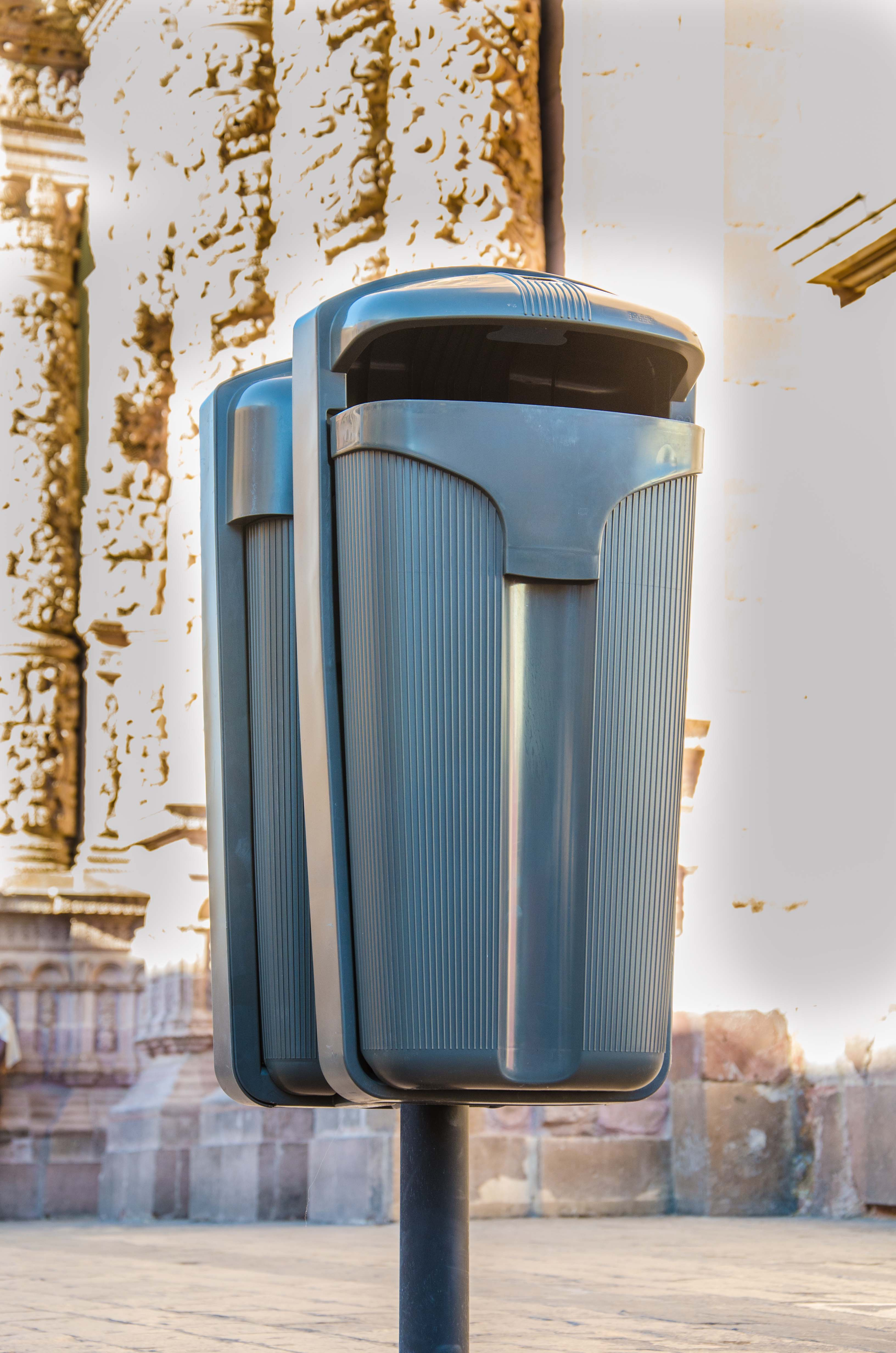
Recipiente de plástico para basura peatonal.

Ciertas zonas públicas como los parques tienen papeleras que se colocan junto a las trayectorias que recorren los visitantes. Esto anima a la 
gente a evitar la suciedad creando un ambiente social y estético agradable. Lo mismo ocurre en las principales calles y avenidas de las ciudades.
Las papeleras en localizaciones al aire libre u otras áreas públicas se fijan generalmente al suelo, a la pared o a las farolas. Esto desalienta el hurto y también reduce el vandalismo haciendo más difícil que alguien mueva o manipule las papeleras derramar su contenido por tierra por ejemplo o utilizarlo como arma.
Las papeleras de exterior se caracterizan por el uso de materiales rígidos - metálicos en su inmensa mayoría - tratados contra el frío y la humedad. Por lo general tienen la boca en el lateral o cuentan con tejadillo para impedir la entrada de agua de lluvia en su interior. Las papeleras son vaciadas periódicamente por las empresas de limpieza retirando la bolsa de plástico o accionando un mecanismo para abrirlas o voltearlas. 
En muchas ocasiones, las papeleras están decoradas con símbolos que invitan a arrojar papeles en las mismas o mensajes cívicos del tipo Mantén limpia tu ciudad. 
Algunas modelos de papeleras de exterior son:
- Papelera giratoria. Papelera que gira sobre un eje vertical.
- Papelera basculante. Papelera que cabecea sobre un eje horizontal con objeto de facilitar su vaciado. Pueden ser de pie o de pared.
- Papelera cenicero. También para el exterior se fabrican papeleras con recipientes para desperdicios del tabaco.
- Soporte para bolsa. Las papeleras más sencillas consisten en un soporte circular con o sin tapa sobre el que cuelga una bolsa de basura.
- Papeleras de madera. Se trata de muebles de estética natural y por lo tanto, apropiados para playas, campings y entornos similares.
- Papeleras para excrementos caninos. Papeleras cerradas que cuentan con depósito de bolsas de plástico y tapa abatible para arrojar las deposiciones caninas.

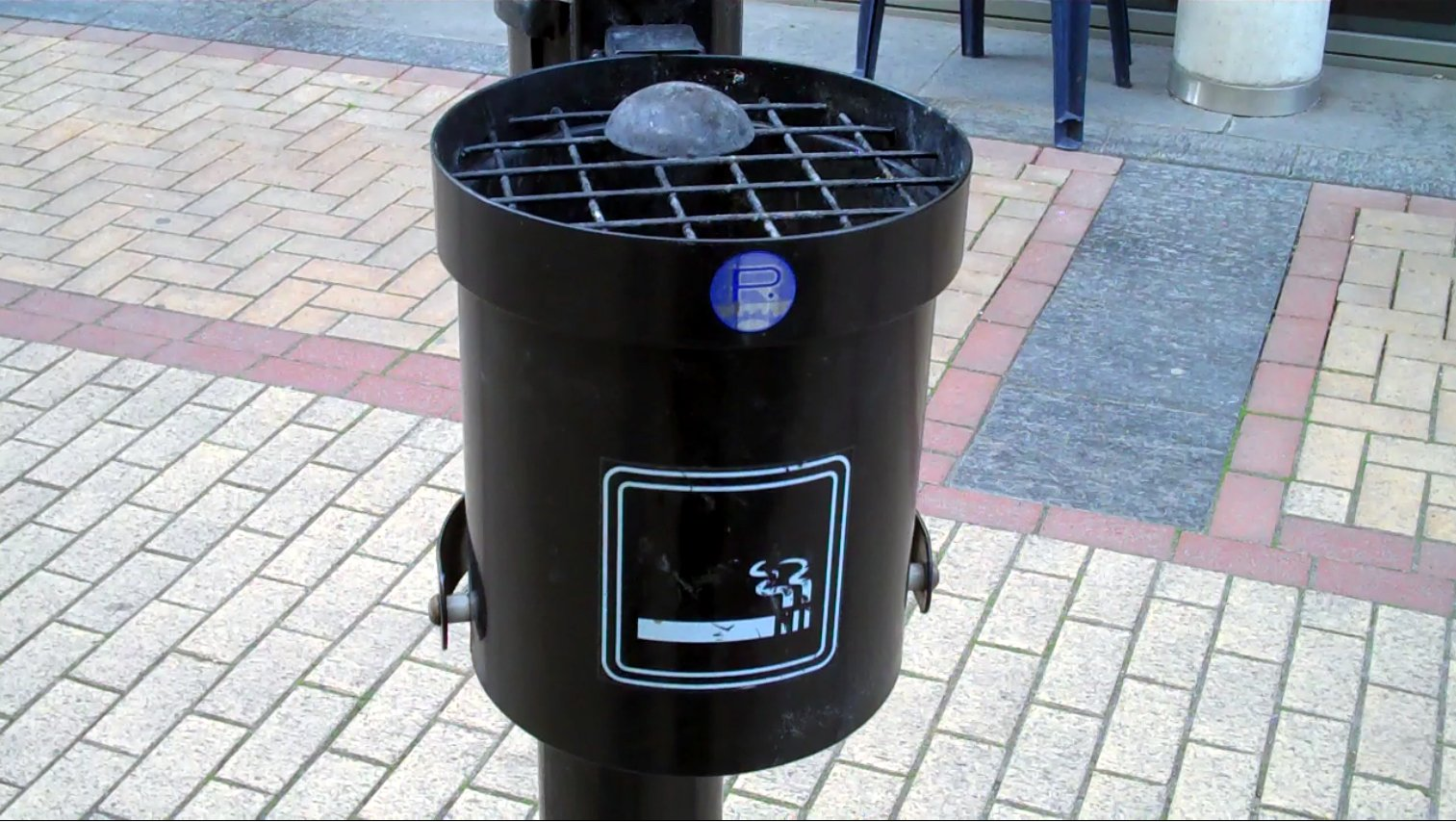
Papelera cenicero
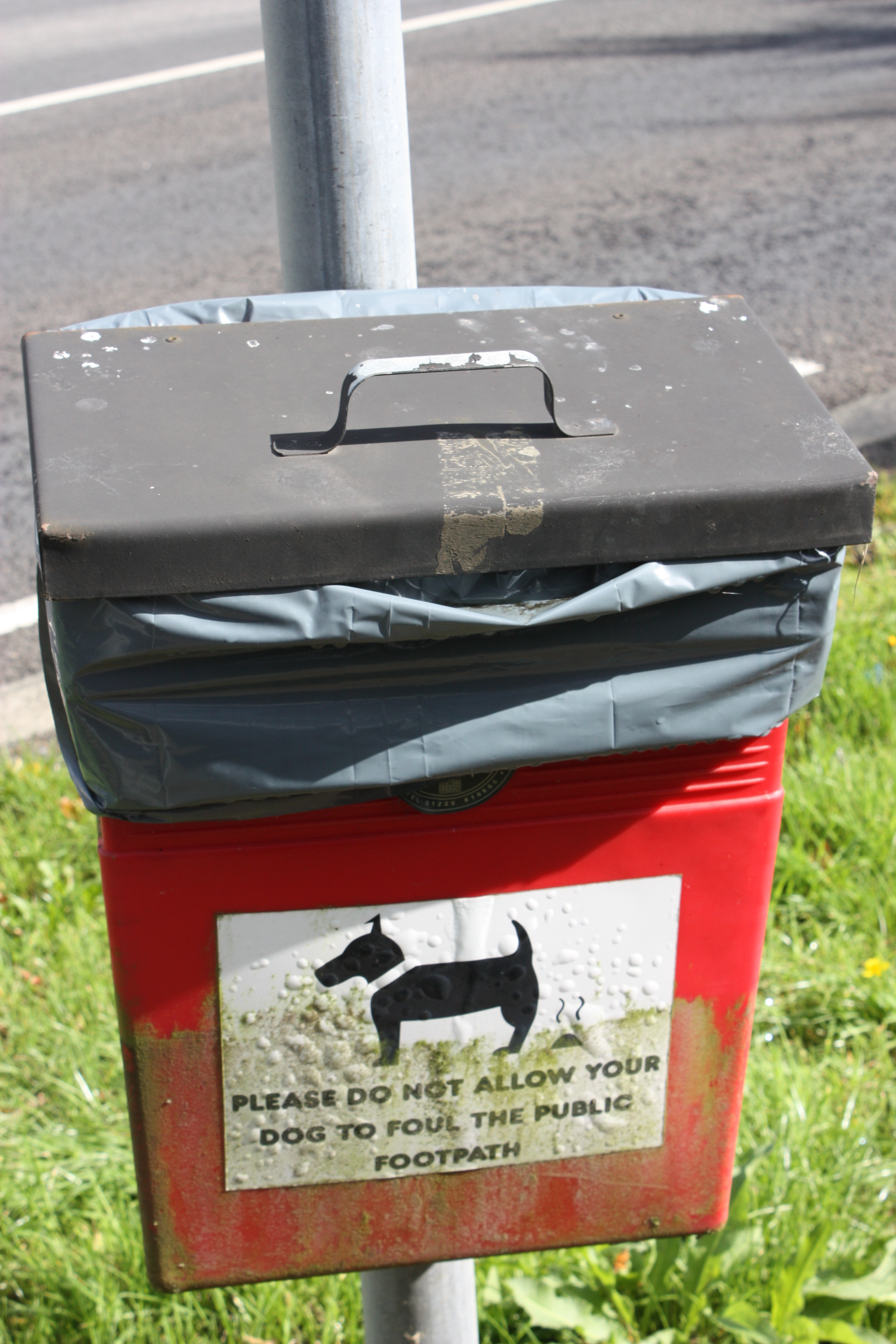
Papelera para excrementos de perro
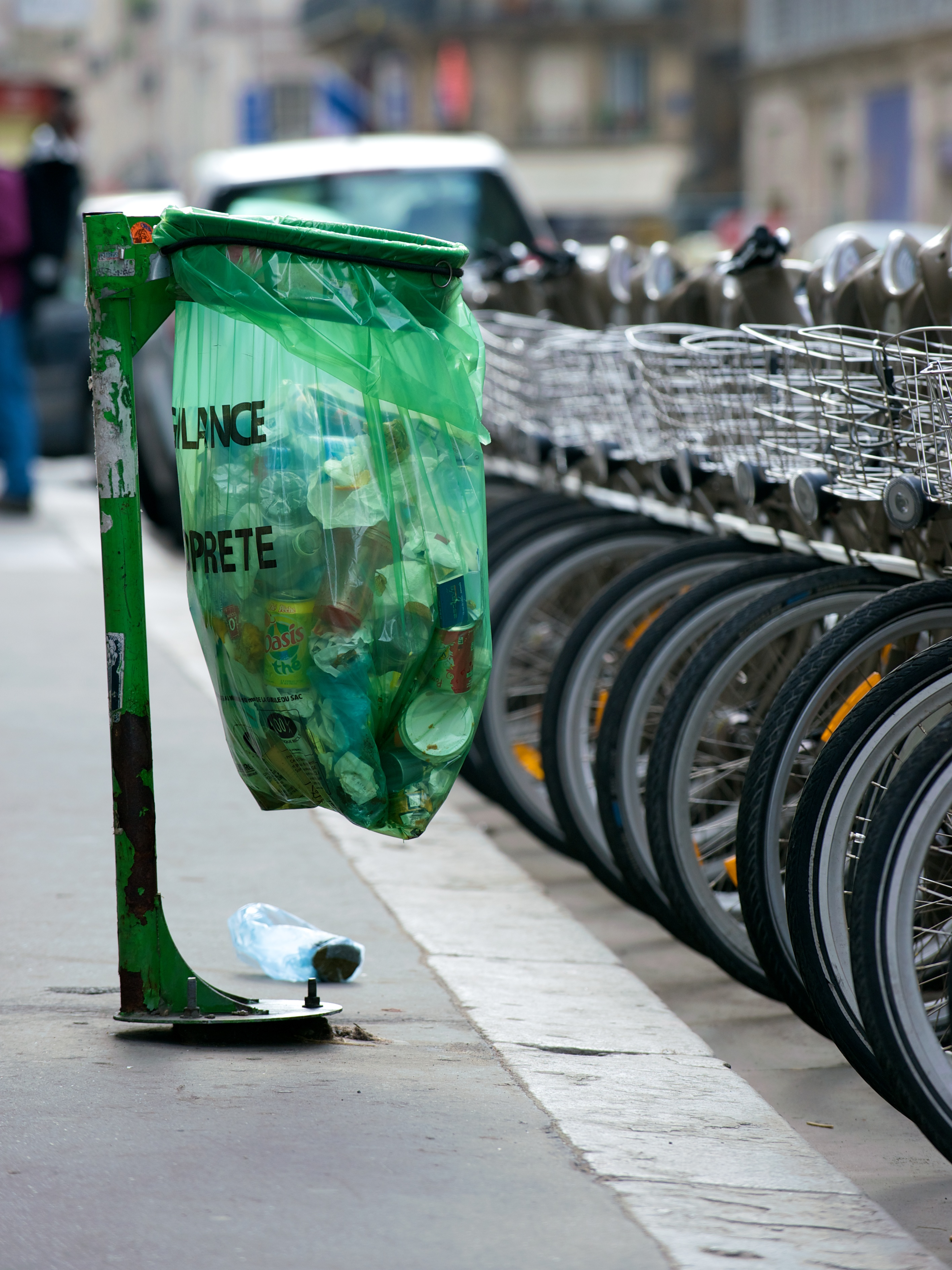
Papelera de aro con bolsa
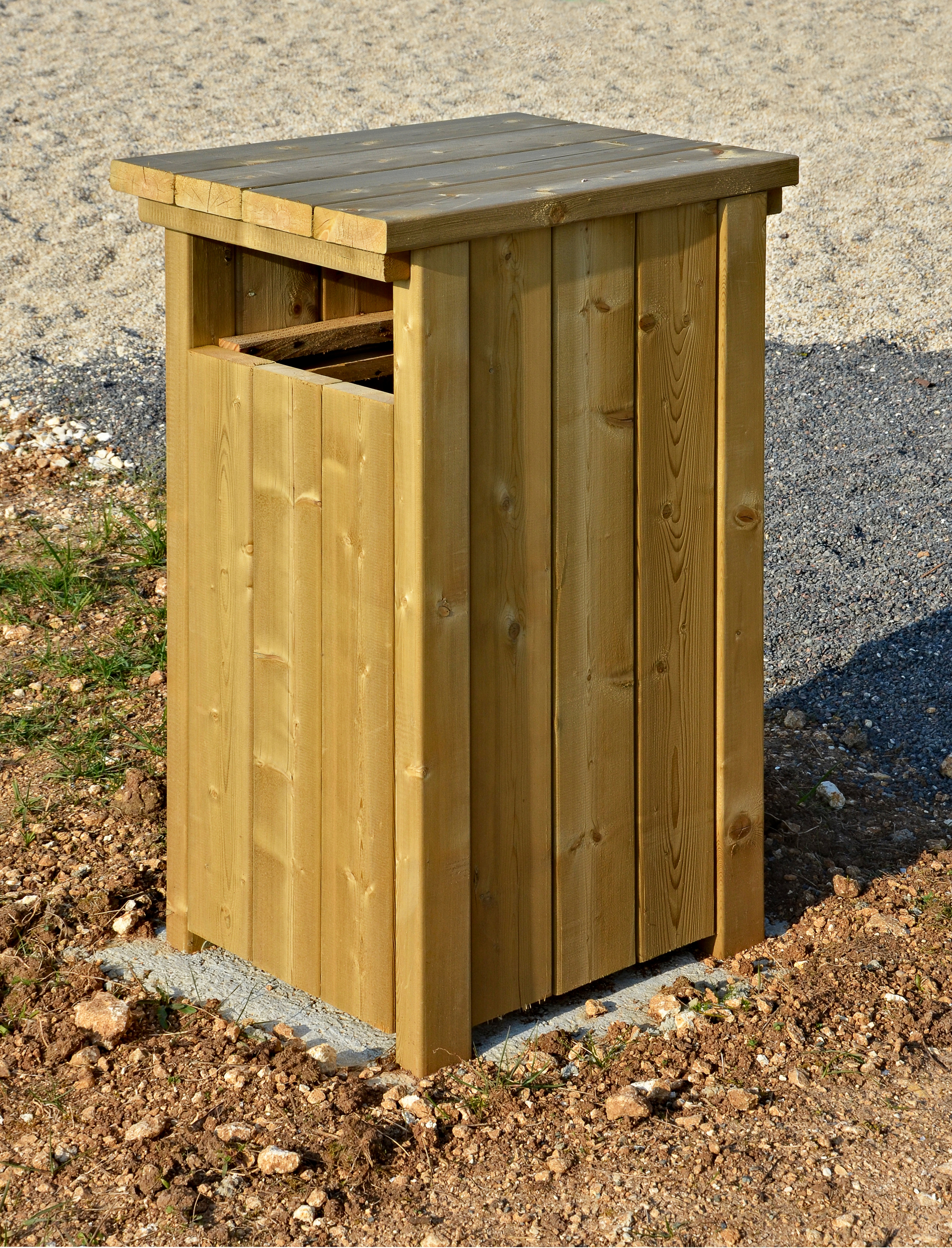
Papelera de madera
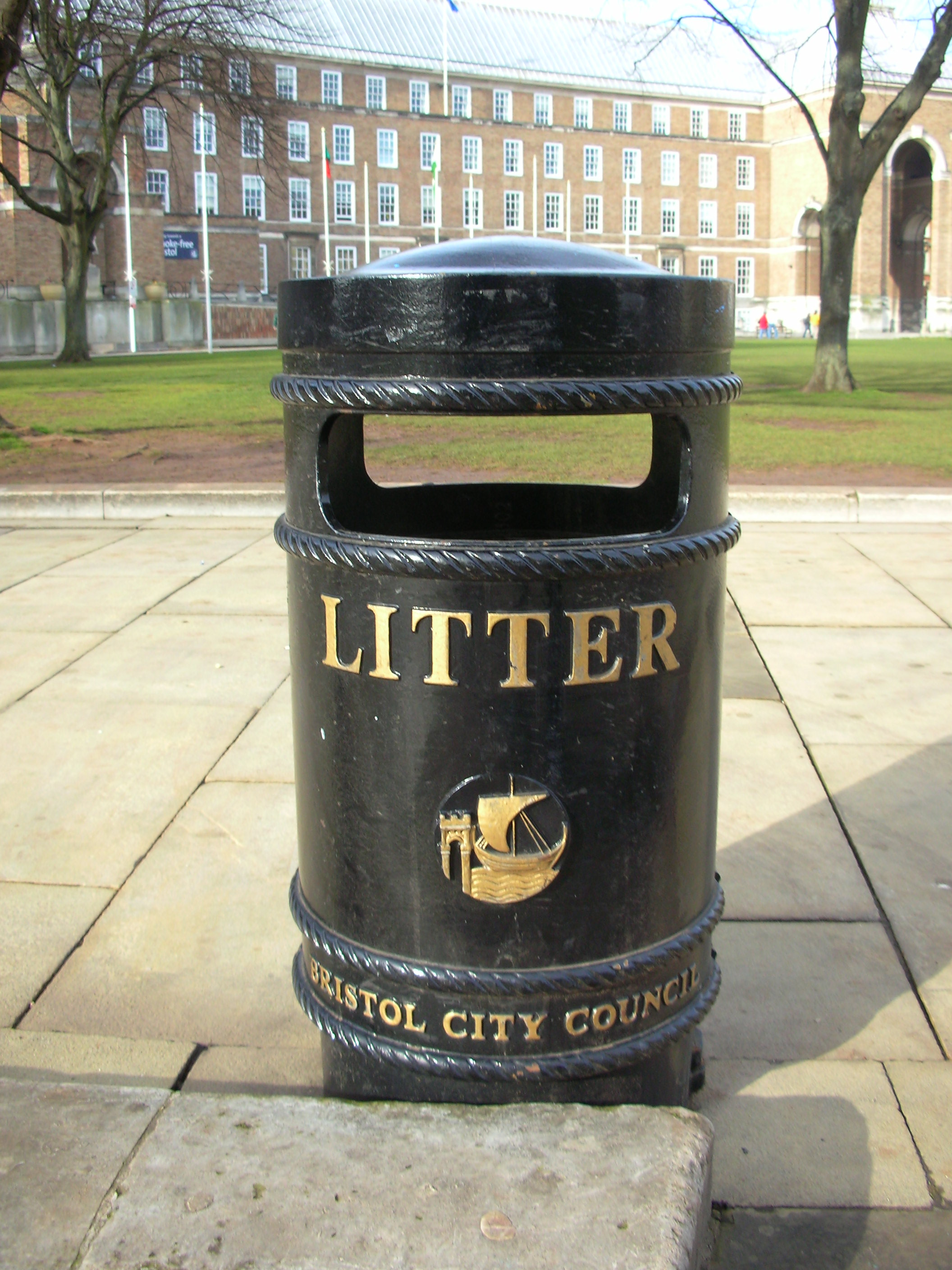
Papelera metálica
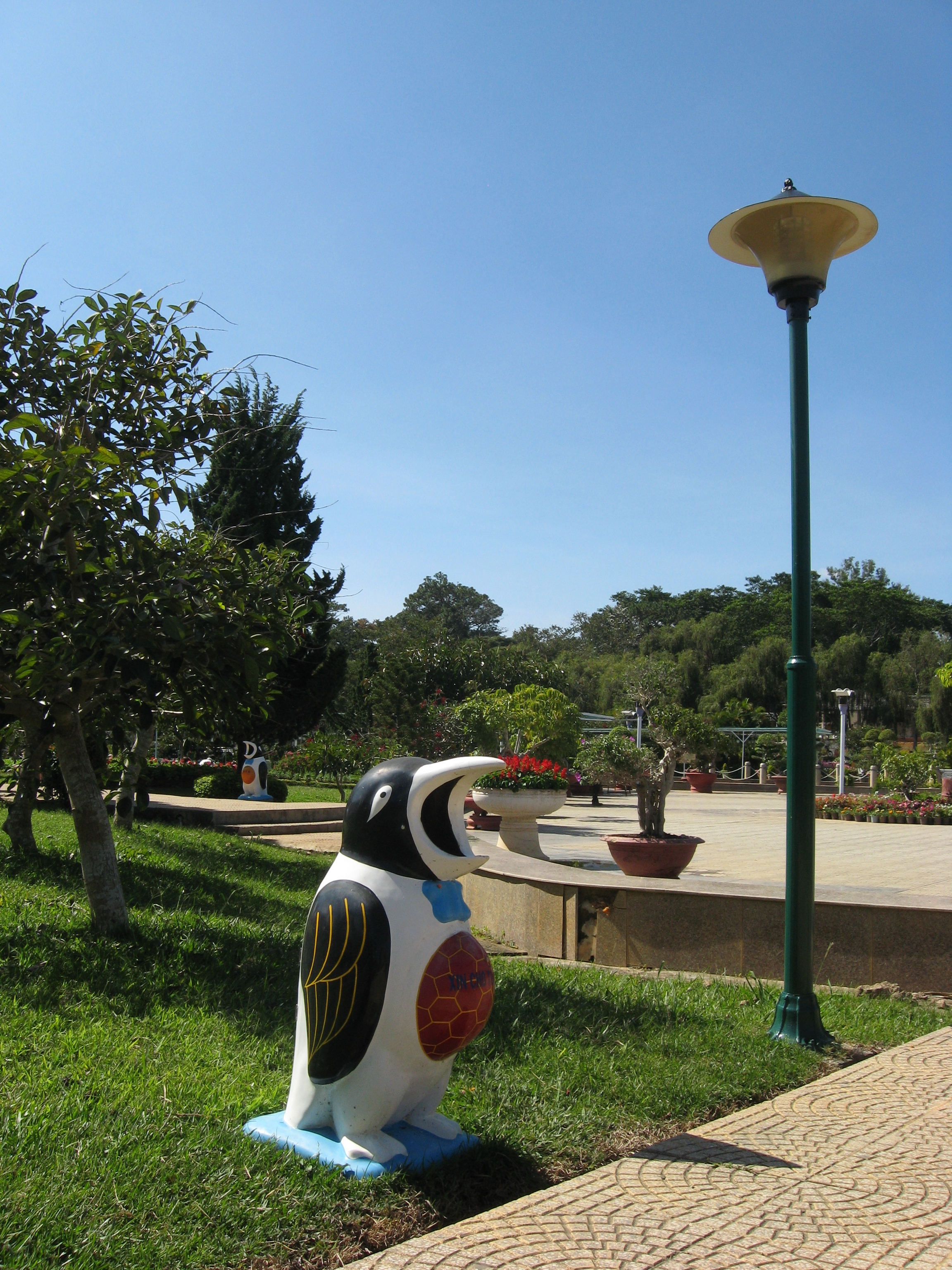
Papelera en forma de pingüino

## Curiosidades

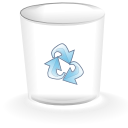
Icono de la papelera de reciclaje.

- Algunos grupos terroristas se han servido de papeleras para introducir bombas en lugares públicos. La bomba es mucho más difícil de detectar que, por ejemplo, un bolso desatendido y los recipientes de metal proporcionan la metralla adicional que daña a la gente cercana al detonar. Por esta razón no hay papeleras en la mayoría de los aeropuertos. En el Reino Unido no hay papeleras en las estaciones de ferrocarril, la mayoría de los aeropuertos y muchos centros comerciales o, si se colocan, se trata solo de una bolsa de basura que cuelga de un aro de metal.
- La papelera se convierte fácilmente en un objeto de vandalismo callejero. Durante la edición de las Fallas del año 2007 se destrozaron 1.093 papeleras según declaró la concejal de medio ambiente de Valencia.[1]
- La papelera se ha convertido en símbolo informático universal para el archivo de ficheros eliminados. La papelera constituye un icono más amable que el cubo de basura que simboliza un borrado definitivo del documento. Actualmente, se denominan papeleras de reciclaje en Windows ya que los archivos pueden ser recuperados.